# Oeringer Straße 13 (Quedlinburg)

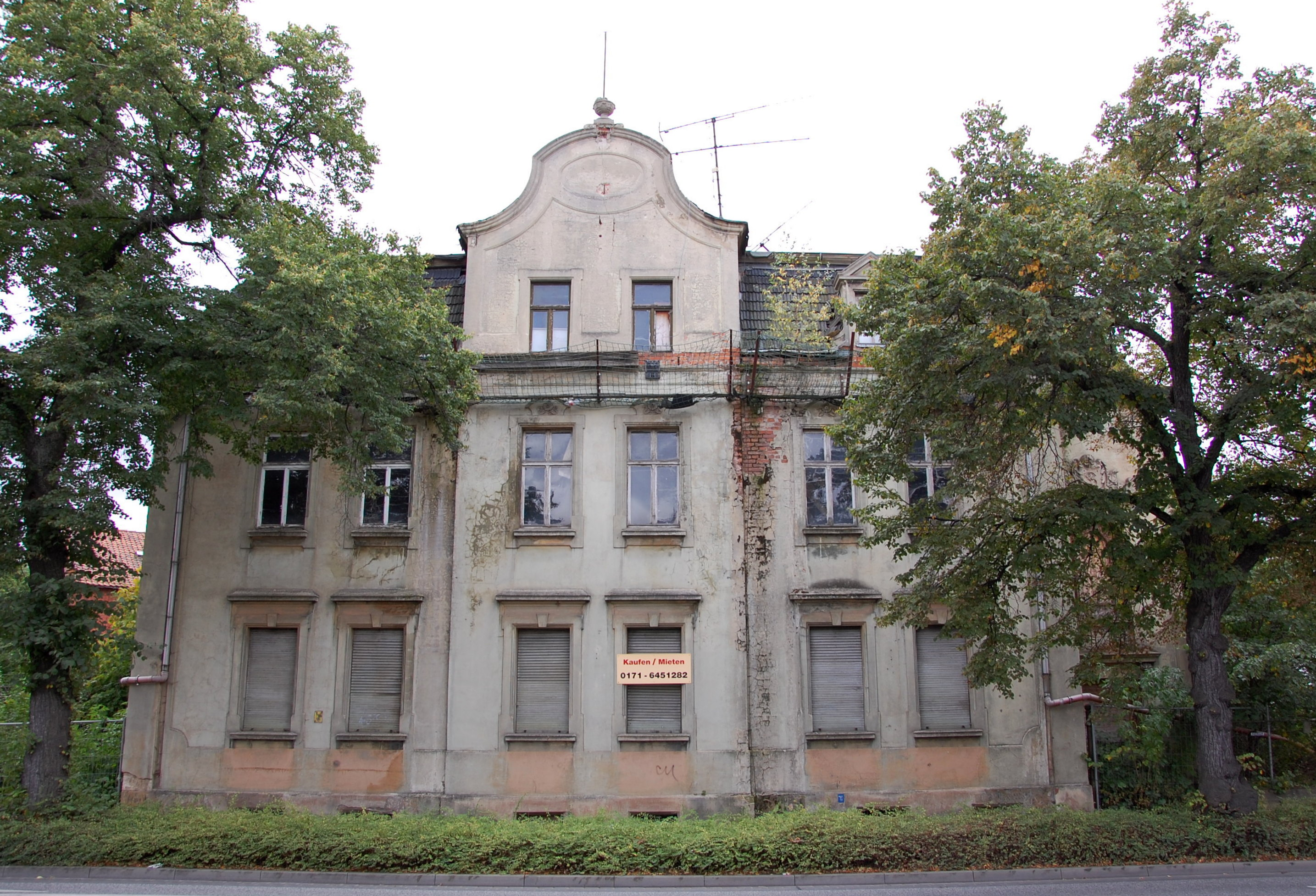
Haus Oeringer Straße 13, Aufnahme 2013

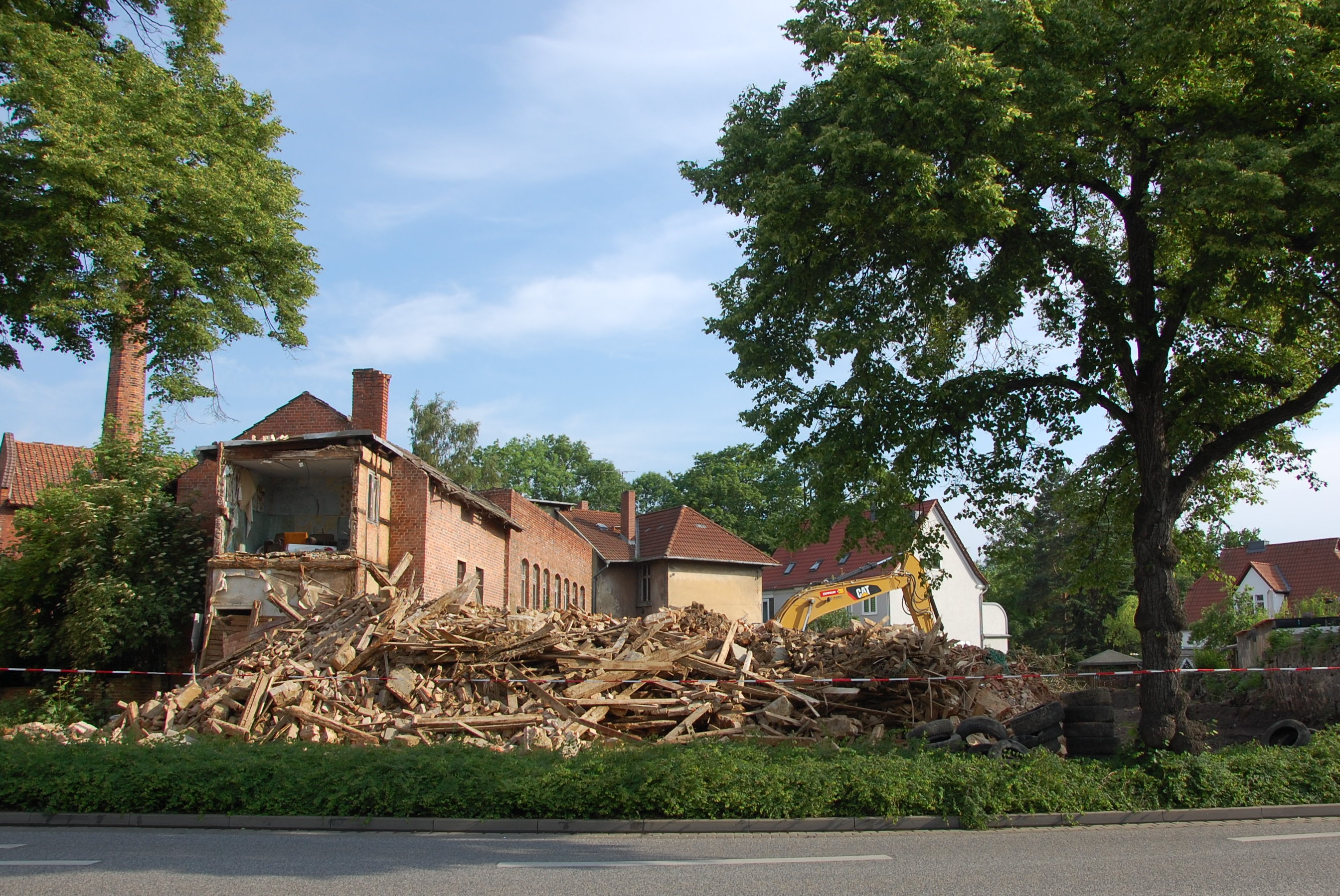
Reste nach Abriss 2014

Das Haus Oeringer Straße 13 war ein denkmalgeschütztes Gebäude in der Stadt Quedlinburg in Sachsen-Anhalt.

## Lage
Es befand sich östlich der historischen Quedlinburger Neustadt auf der Südseite der Oeringer Straße. Im Quedlinburger Denkmalverzeichnis war es als Wohnhaus eingetragen.

## Architektur und Geschichte
Das Gebäude ging auf ein älteres Fachwerkhaus zurück, das im Jahr 1892 im Stil einer Villa umgebaut wurde. Sowohl vom Baukörper als auch von der Fassadengestaltung her, zitierte das Haus die Gestaltung barocker Herrenhäuser. Der seitlich angeordnete Hauseingang stammte aus der Zeit um 1900 und war neben Bleiglasfenstern und Initialen auch mit einer Wappentafel verziert. Die Grundstückseinfriedung war auf die Gestaltung des Hauses abgestimmt.
Das Haus stand leer und war dringend sanierungsbedürftig. Im Jahr 2013 wurde ein Käufer gesucht. Im Mai/Juni 2014 wurde das Gebäude abgerissen.